# EComStation
eComStation (eCS), OS/2 e-Zine — версия операционной системы OS/2, созданная на основе кода OS/2 Warp 4.5 фирмы IBM, вышедшая в 2001 году, разрабатывавшаяся и продвигавшаяся на рынке американской компанией Serenity Systems International и голландской компанией Mensys B.V..
eComStation — 32-разрядная операционная система, работающая исключительно на компьютерах с архитектурой x86.

## Отличия eComStation от OS/2
Первая версия eComStation была выпущена в 2001 году и представляла собой «Convenience Package» («Пакет удобств») для OS/2 Warp v4.
Версия eComStation отличается от OS/2:
- улучшенным графическим интерфейсом
- обновлённой IFS JFS с поддержкой загрузки
- новым универсальным графическим драйвером Panorama
- «универсальным» драйвером звуковой карты, основанным на ALSA
- поддержкой ACPI
- поддержкой AHCI (начиная с версии 2.1)
- возможностью изменения размера разделов жесткого диска «на лету»
- новым клиентом для доступа к CIFS/SMB (Windows-стиль) ресурсам локальной сети (с поддержкой файлов и принтеров), основанным на Samba.
- портированными Mozilla Firefox и Mozilla Thunderbird
- портированным офисным пакетом OpenOffice.org
- улучшенной программой установки
- обновлёнными наборами драйверов

## Выпуски
| Дата       | Релиз                                |
| ---------- | ------------------------------------ |
| 2000-09-29 | eComStation Preview                  |
| 2001-07-10 | eComStation 1.0                      |
| 2003-04-18 | eComStation 1.1                      |
| 2004-08-12 | eComStation 1.2                      |
| 2005-11-04 | eComStation 1.2R (media refresh)     |
| 2007-06-18 | eComStation 2.0 beta 1               |
| 2007-12-25 | eComStation 2.0 RC4                  |
| 2008-07-04 | eComStation 2.0 RC5                  |
| 2008-12-06 | eComStation 2.0 RC6                  |
| 2009-08-11 | eComStation 2.0 RC7 Silver           |
| 2010-05-15 | eComStation 2.0 GA                   |
| 2011-05-07 | eComStation 2.1 GA                   |
| 2013-02-28 | eComStation 2.2 Beta Demo CD         |
| 2013-03-25 | eComStation 2.2 Beta 1               |
| 2013-12-13 | eComStation 2.2 Beta II (AKA Beta 2) |

## Свободное ПО
eComStation дополняется несколькими приложениями с открытым исходным кодом, которые включены в установщик системы:
- XWorkplace
- Mozilla Firefox
- Mozilla Thunderbird
- WarpIn
- PM VNC server
- Doodle Screen Saver
- NewView, предназначенный для чтения документации из .inf-файлов, в качестве замены view.exe.

## Набор свободного ПО в eComStation
В eComStation доступны и активно поддерживаются следующие пакеты с открытым исходным кодом:
- GCC
- Open Watcom
- Harbour, Clipper-совместимый компилятор для семейства языков программирования xBase
- Qt (v3 и 4)
- Пакет программ от Mozilla (в совокупности называются Warpzilla):
  - Firefox
  - Seamonkey
  - Thunderbird
- Samba
- Ghostscript
- CUPS
- OpenOffice.org
- MPlayer (в том числе на основе интерфейса Qt SMPlayer)
- VLC media player
- ClamAV
- Scribus
- ePDF для печати в PDF-файл[24]

## Системные требования
| Процессор         | Intel Pentium, 133 МГц                                                                            |
| Объём ОЗУ         | 48 МБ (минимальные требования для установки с CD), 256—512 МБ для запуска демонстрационного диска |
| Видеокарта        | VGA-совместимая видеокарта с минимум 512 КБ видеопамяти                                           |
| HDD               | 500 МБ свободного места на диске                                                                  |
| Оптический привод | SATA, IDE или SCSI привод CD-ROM                                                                  |
| Мышь              | PS/2, COM или USB графический манипулятор типа мышь                                               |

## Ограничения
eComStation имеет ряд ограничений по сравнению с другими операционными системами:
- Это 32-разрядная система. Она также может работать на x86-64 процессорах.
- eComStation поддерживает максимум 4 ГБ (64 ГБ с PSE-36/PAE) используемой памяти.
- eComStation может загружаться только в системах, использующих устаревший BIOS или UEFI с включённым CSM в качестве метода загрузки.
- Максимальный объём диска, поддерживаемый eComStation — 2 ТБ, поскольку он поддерживает только MBR в качестве таблицы разделов.
- Многие мультимедийные функции, такие как веб-камеры или ТВ-тюнеры, как правило, поддерживаются не всегда и не все.
- Поддержка новых стандартов и оборудования иногда отстаёт на несколько лет по сравнению с более распространёнными операционными системами, так как приоритет отдаётся стабильности системы, а не поддержке всех доступных периферийных устройств. Например, не поддерживаются[когда?] Bluetooth, USB 3.0 и IPv6.

## Прекращение разработки
После выпуска eComStation 2.3[когда?] было объявлено[кем?] о прекращении поддержки в 2019 году.